# Langford, British Columbia
Langford är en ort i Kanada.   Den ligger i provinsen British Columbia, i den södra delen av landet, 3 600 km väster om huvudstaden Ottawa. Langford ligger 80 meter över havet och antalet invånare är 22 459.
Terrängen runt Langford är platt åt sydost, men åt nordväst är den kuperad. En vik av havet är nära Langford åt sydost. Trakten är tätbefolkad. Närmaste större samhälle är Victoria, 10,0 km öster om Langford. 